# Lukman Haruna
Lukman Haruna, né le 4 décembre 1990 à Lagos est un footballeur nigérian qui évolue au poste de milieu relayeur.

## Biographie
Après avoir remporté la Coupe du monde de football des moins de 17 ans 2007, il a été convoité par de nombreux grands clubs (Real Madrid, Porto, Bayern Munich entre autres). Il se fera remarquer par Stéphane Pauwels et signera son contrat professionnel avec l'AS Monaco. Il hérite du numéro 25 laissé vacant par le départ de Leandro Cufré.
Il a disputé son premier match sous ses nouvelles couleurs avec l'équipe réserve rouge et blanche le vendredi 25 janvier 2008. Le 7 mars 2009, Haruna est titularisé pour la première fois avec l'équipe première monégasque après être entré en jeu contre Saint-Étienne la semaine précédente.
Il joue quelques matches durant la saison 2008-2009 avec l'équipe réserve, tout comme Serge Gakpé ou encore Vincent Muratori pour empêcher sa relégation en CFA2, objectif qui ne sera pas atteint.
Il fait plus d'apparitions avec l'équipe première après une fin de saison prometteuse. Mais Guy Lacombe se révèle très exigeant avec lui, et sa mentalité n'est pas toujours irréprochable (il perd souvent son sang-froid ce qui lui a déjà couté plusieurs expulsions). Malgré son fort caractère, il démontre un certain talent mais devra changer d'état d'esprit pour franchir un palier. Il inscrit ses deux premiers buts en Ligue 1 le 13 janvier 2010 avec un doublé face au Montpellier HSC. Le premier d'une reprise pied gauche puissante à ras de terre de l'entrée de la surface après un coup franc de Nenê repoussé par le mur, le deuxième à 2 mètres du but vide grâce à une belle inspiration de Park. Puis il enchaîne les matches en tant que titulaire et s'impose dans l'équipe-type de Guy Lacombe. Il participe au quart de finale de la Coupe de France contre le FC Sochaux-Montbéliard en donnant l'avantage à son équipe pour la première fois d'une demi-volée surpuissante dans le but de Teddy Richert. Malheureusement pour lui, il ne participera pas à la finale perdue de son équipe au Stade de France. Mais il recommencera à jouer les matches de championnat suivants et marquera même un but en pleine lucarne contre le FC Lorient.
En récompense de ses nombreuses titularisations avec les Rouges & Blancs, il se retrouve dans la liste des 23 de l'Équipe du Nigeria de football. Il participe aux deux premiers matches de son équipe pendant le 1er tour de la Coupe du monde 2010, mais ne peut empêcher les défaites de son équipe. Il est sur le banc lors du troisième et dernier match de son équipe. Il sera révélé plus tard qu'il était blessé. Cette blessure le privera de compétition pendant 5 mois.
Il quitte Monaco en juin 2011 pour s'engager au Dynamo Kiev où il signe un contrat de cinq saisons. Il est libéré au début de l'année 2017.
Après six mois sans équipe, il est mis à l'essai par le Racing Club de Lens à la fin du mois de juin 2017. 

## Statistiques
- Premier match en Ligue 1 : AS Monaco - AS Saint-Étienne (2-2) le 1er mars 2009
- Premiers buts en Ligue 1 : AS Monaco - Montpellier HSC (4-0) le 13 janvier 2010 à la 54e et 66e minute.
- Premier match avec la sélection A du Nigeria : Nigeria - Soudan (2-0) le 9 janvier 2008
- Premier but avec la sélection A du Nigeria : Colombie - Nigeria (1-1) le 30 mai 2010 à la 60e minute.

## Palmarès

### En club
- AS Monaco
  - Coupe de France :
    - Finaliste : 2010.
- Dynamo Kiev
  - Supercoupe d'Ukraine :
    - Vainqueur : 2011.

### En sélection
- Nigeria - 17 ans
  - Coupe du monde - 17 ans :
    - Vainqueur : 2007.